# 83. vestlige længdekreds
Den 83. vestlige længdekreds (eller 83 grader vestlig længde) er en længdekreds, der ligger 83 grader vest for nulmeridianen. Den løber gennem Ishavet, Nordamerika, Caribien, Mellemamerika, Stillehavet, det Sydlige Ishav og Antarktis.